# Becample capnegre
El becample capnegre (Smithornis rufolateralis) és una espècie d'ocell de la família dels caliptomènids (Calyptomenidae) que habita zones boscoses de l'Àfrica Occidental i Central, a Sierra Leone, Libèria, Costa d'Ivori, Ghana, Togo, Nigèria, sud de Camerun, sud de la República Centreafricana, República Democràtica del Congo, nord-oest d'Uganda, Guinea Equatorial, el Gabon, República del Congo i nord-oest d'Angola.